# (59834) 1999 RE37
1999 أر إي 37 (ويعرف أيضًا باسم (59834) 1999 أر إي 37 وفق تسمية الكوكب الصغير) (بالإنجليزية: 1999 RE37)‏ هو كويكب ضمن حزام الكويكبات؛ وترتيبه 59834 من حيث الاكتشاف.
اكتُشف هذا الجُرم الفلكي بواسطة Fumiaki Uto ‏ في 9 سبتمبر 1999.

## وصلات خارجية
- (59834) 1999 RE37 في قاعدة بيانات مختبر الدفع النفاث لأجرام النظام الشمسي الصغيرة

- الاكتشاف · مخطط المدار ·  العناصر المدارية · المعلمات المادية

- (59834) 1999 RE37 على موقع ويكي سكاي: DSS2, SDSS, GALEX, IRAS, Hydrogen α, X-Ray, Astrophoto, Sky Map, Articles and images